# Aguié (département)
Aguié est un département du sud du Niger, dans la région de Maradi.

## Géographie

### Administration
Aguié est un département de 2 098 km² de la région de Maradi.

Son chef-lieu est Aguié.
Son territoire se décompose en deux communes :
- Communes urbaine : Aguié.
- Communes rurale : Tchadoua.

Il compte 2 cantons, 195 villages et aucun groupement.

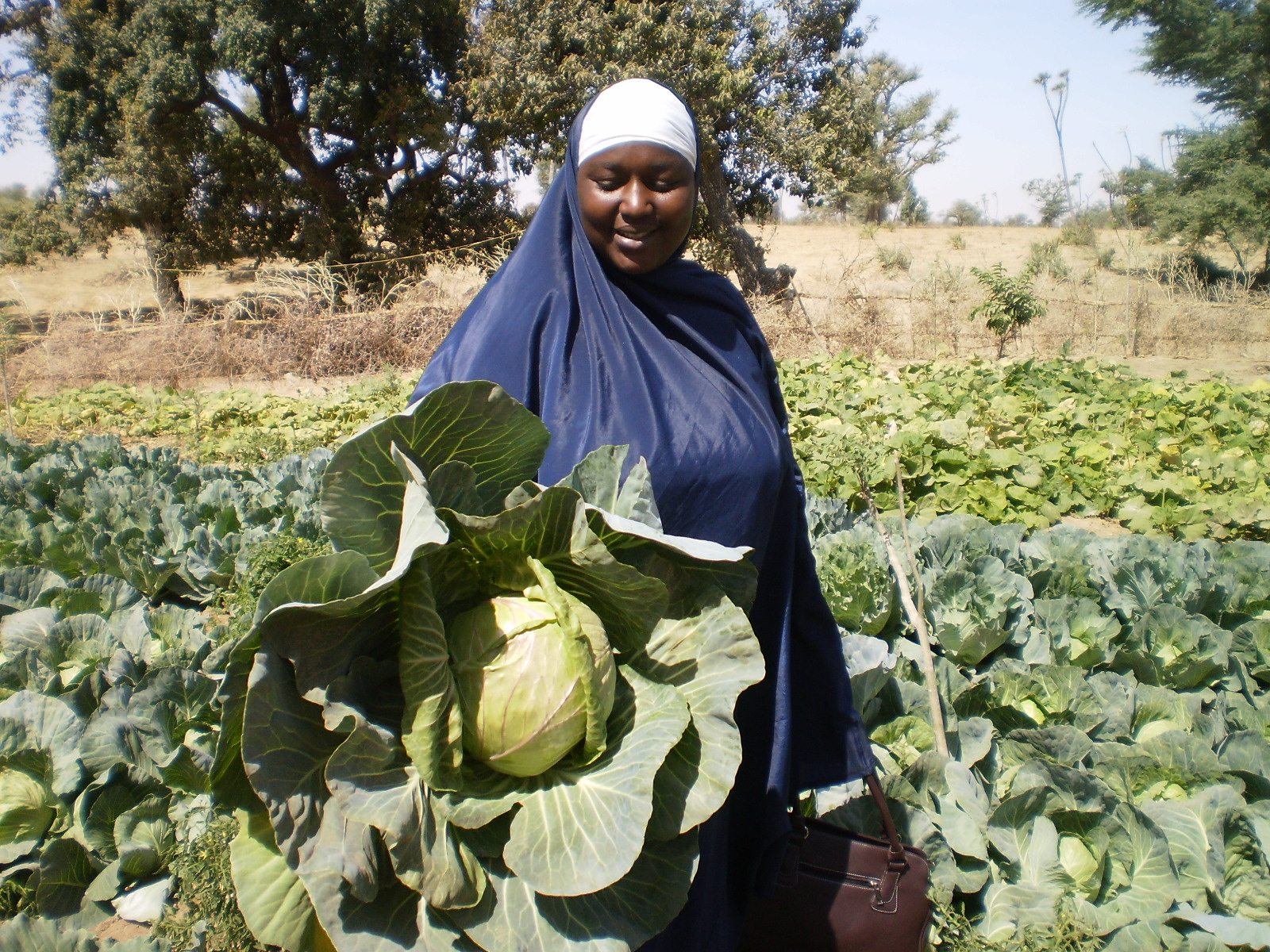
Légumes avec de l'urine comme engrais

### Situation
Le département d'Aguié est entouré par :
- au nord : le département de Mayahi,
- à l'est : le département de Tessaoua,
- au sud : le Nigéria,
- à l'ouest : les départements de Madarounfa et de Guidan-Roumdji.

## Population
La population de la ville d'Aguié est estimée à 386 197 habitants en 2011.

## Histoire
L'arrondissement d'Aguié est instauré en 1972 à partir du sud-ouest de l'arrondissement de Tessaoua. 
En 2012, le département est démembré des deux communes de Gazaoua et Gangara qui forment le département de Gazaoua.